# قسم قلعة هاشم الريفي (مقاطعة بوئين زهرا)
قسم قلعة هاشم الريفي (بالفارسية: دهستان قلعه هاشم) هي منطقة ريفية تقع في إيران في ناحية شال. يقدر عدد سكانها بـ 4,873 نسمة .